# Plana (isola)
Plana (in croato: Tmara) è un isolotto disabitato della Croazia situato a nord di Capocesto. Amministrativamente appartiene al comune di quella città, nella regione di Sebenico e Tenin.

## Geografia
Plana si trova a sud dell'ingresso al porto di Sebenico Vecchio, detto anche Grebaschia o Grebastiza (luka Grebaštica), a 430 m da punta Grebascizza (rt Lemiš) che divide il porto di sebenico Vecchio da porto Caino. L'isolotto è lungo circa 900 m, ha una superficie di 0,215 km², uno sviluppo costiero di 2,3 km e la sua altezza massima è di 33 m.

### Isole adiacenti

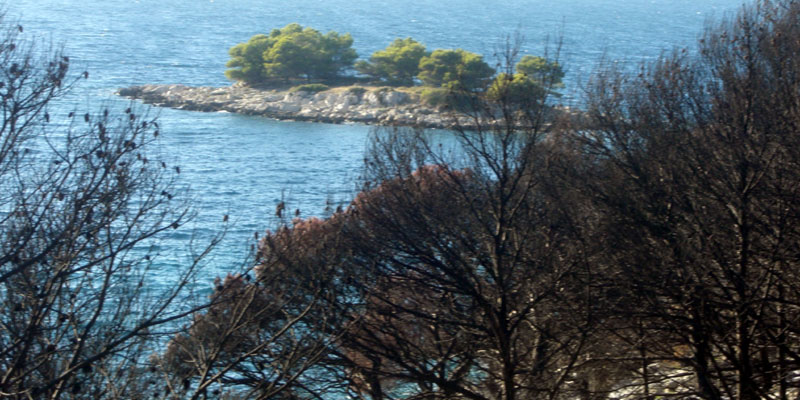
Lo scoglio Chercotizza (Krbelica)

- Rotondo (Oblik), a nord, a circa 2 km[2].
- Chercotizza'[10] o Gorgola[9] (Krbelica), piccolo scoglio a est di Plana, a 570 m[2] di distanza, e a soli 130 m[2]] dalla costa continentale. Ha una superficie di 0,00427 km²[6] e uno sviluppo costiero di 0,248[6] 43°37′56″N 15°54′52″E.
- Smoquizza (Smokvica), 3,8 km[2] a sud.

### Cartografia
- (HR) Mappa topografica della Croazia 1:25000, su preglednik.arkod.hr. URL consultato il 17 gennaio 2017.
- G. Giani, Carta prospettiva delle Comuni censuarie della Dalmazia, foglio 6, 1839. Fondo Miscellanea cartografica catastale, Archivio di Stato di Trieste.